# Newsted
I Newsted sono stati un gruppo musicale heavy metal statunitense attivo dal 2012 al 2014.

## Storia del gruppo
Nel 2012 il bassista Jason Newsted, noto in passato per essere stato membro dei Flotsam and Jetsam, Metallica e Voivod, nonché collaboratore di Ozzy Osbourne, annunciò il suo ritorno sulle scene musicali con la creazione di un nuovo gruppo solista, a cui hanno aderito Jesus Mendez Jr. e Jessie Farnsworth. L'8 gennaio 2013 il gruppo pubblicò l'EP Metal. Il 20 marzo si aggiunse al gruppo anche il chitarrista Mike Mushok, già attivo negli Staind. Il 6 agosto fu pubblicato l'album di debutto, intitolato Heavy Metal Music.
Il gruppo fu sciolto nel 2014 dallo stesso Newsted.

## Formazione
- Jason Newsted – voce, basso (2012-2014)
- Jessie Farnsworth – chitarra (2012-2014)
- Mike Mushok – chitarra (2013-2014)
- Jesus Mendez Jr. – batteria (2012-2014)

## Discografia

### Album in studio
- 2013 – Heavy Metal Music

### Extended play
- 2013 – Metal